# Javi Martínez Benito
Javier Martínez Benito (Nájera, La Rioja, España; 5 de septiembre de 1989), conocido como Javi Martínez, es un futbolista español que juega de delantero. Ha jugado en la Primera División de España, en el Real Racing Club de Santander.

## Trayectoria
Formado en el Náxara CD de su pueblo natal, ficha por el Real Racing Club de Santander en 2010 para jugar en el filial de Segunda División B. El 22 de marzo de 2012 debuta en Primera División, en un partido Racing de Santander – Sevilla FC.
Llega a jugar tan solo cuatro partidos en la máxima categoría, y en la temporada 2012-13 vuelve al Náxara CD. Sin embargo, en el mercado de invierno de 2013 ficha por el CD Izarra de Segunda B. Regresa una vez acabada la temporada de nuevo al club de Nájera.
- Datos: Q6165613